# シューバルト (小惑星)
シューバルト (1911 Schubart) は、小惑星帯と木星軌道の間にある小惑星。木星と2:3の軌道共鳴関係にあるヒルダ群に分類され、その中でも同一の起源を持つ「シューバルト族 (Schubart family) 」の母天体とされる。
1973年10月25日に、スイスの天文学者パウル・ヴィルトが、スイスのツィンマーヴァルト天文台で発見した。固有名は、同じくツィンマーヴァルト天文台で観測をしていたドイツ人天文学者ヨアヒム・シューバルトに因んで名付けられた。